# فورت یونیون تریدینگ پست نشنال هیستوریک سایت
فورت یونیون تریدینگ پست نشنال هیستوریک سایت (به انگلیسی: Fort Union Trading Post National Historic Site) یک منطقهٔ مسکونی در ایالات متحده آمریکا است که در شهرستان مکنزی، داکوتای شمالی واقع شده‌است.